# Холланд, Дрю
Дрю Холланд (англ. Drew Holland; род. 11 апреля 1995, Беркли, Калифорния) — американский ватерполист, игрок сборной США. Бронзовый призёр летних Олимпийских игр 2024 года, чемпион Панамериканских игр 2023 года. Участник летних Олимпийских игр 2020 и 2024 годов.

## Карьера
Дрю Холланд — вратарь ростом 195 сантиметров, окончил обучение в Стэнфордском университете, где и играл за ватерпольную спортивную команду. В 2024 году играл в Греции.
С 2017 года Холланд играет в национальной сборной США. На Олимпийских играх 2021 года в Токио Дрю Холланд вместе со своей командой проиграл испанцам в четвертьфинале, а американцы на том соревновании стали шестыми.
На Панамериканских играх 2023 года сборная США, в составе которой играл Холланд, одержала победу, победив бразильцев в финальной встрече. Дрю впервые в карьере стал чемпионом Панамериканских игр.
На Олимпийских играх в Париже сборная США заняла третье место на групповом этапе. В четвертьфинале американцы выиграли у австралийцев по пенальти, а в поединке за третье место обыграли венгров также по пенальти. Холланд был в составе сборной, вторым вратарём.